# قزل-بییت (شهرستان آق‌سی)
قزل-بییت (به لاتین: Kyzylbeyit) یک منطقهٔ مسکونی در قرقیزستان است که در شهرستان آق‌سی واقع شده‌است. قزل-بییت ۳۰۹ نفر جمعیت دارد و ۱٬۲۰۷ متر بالاتر از سطح دریا واقع شده‌است.